# Abrigos de grande profundidade em Londres
Os abrigos de grande profundidade em Londres são abrigos antiaéreos de grande profundidade construídos por baixo do Metropolitano de Londres, durante a Segunda Guerra Mundial.
Durante a Segunda Guerra Mundial, houve uma grande necessidade de proteger grandes aglumerados populacionais por toda a Europa. Londres não foi excepção, e foram planados vários abrigos subterrânios para a capital, no entanto apena oito foram construídos:
- Belsize Park tube station
- Camden Town tube station
- Goodge Street tube station
- Chancery Lane tube station
- Stockwell tube station
- Clapham North tube station
- Clapham Common tube station
- Clapham South tube station

Dois dos abrigos que nunca foram concluidos, situavam-se na  St. Paul's tube station e Oval tube station.